# Belostoma ellipticum
Belostoma ellipticum är en insektsart som beskrevs av Pierre André Latreille 1817. Belostoma ellipticum ingår i släktet Belostoma och familjen Belostomatidae. Inga underarter finns listade i Catalogue of Life.